# Монтеферанте
Монтефера̀нте (на италиански: Monteferrante) е село и община в Южна Италия, провинция Киети, регион Абруцо. Разположен е на 800 m надморска височина. Населението на общината е 140 души (към 2010 г.).